# Grądy Podmiejskie
Grądy Podmiejskie ist ein kleiner Ort in der polnischen Woiwodschaft Ermland-Masuren und gehört zur Gmina Orzysz (Stadt- und Landgemeinde Arys) im Powiat Piski (Kreis Johannisburg).

## Geographische Lage
Grądy Podmiejskie liegt in der östlichen Woiwodschaft Ermland-Masuren, 25 Kilometer nordöstlich der Kreisstadt Pisz (deutsch Johannisburg).

## Geschichte
Über die Historie des heutigen Vorortes der Stadt Orzysz liegen keine Belege vor. Der Ortsname lässt auf einen Bezug zum Nachbarort Grądy (deutsch Gronden, 1938 bis 1945 Grunden) schließen, wobei der Namenszusatz die vorstädtische Lage benennt. Verwaltungstechnisch sind beide Orte tatsächlich verbunden, weil das Dorf Grądy Sitz eines Schulzenamtes (polnisch Sołectwo) ist, in das Grądy Podmiejskie einbezogen ist.

## Religionen
Kirchlich ist Grądy Podmiejskie katholischerseits nach Orzysz im Bistum Ełk der Römisch-katholischen Kirche in Polen eingebunden, während die evangelischen Einwohner zur Pfarrei in Pisz in der Diözese Masuren der Evangelisch-Augsburgischen Kirche in Polen gehören.

## Verkehr
Grądy Podmiejskie liegt an der bedeutenden polnischen Landesstraße 63 (einstige deutsche Reichsstraße 131), die heute von der polnisch-russischen bis zur polnisch-belarussischen Staatsgrenze führt. Die nächste Bahnstation ist Orzysz an der – allerdings nicht mehr regulär befahrenen – Bahnstrecke Czerwonka–Ełk (deutsch Rothfließ–Lyck).